# Neivamyrmex postangustatus
Neivamyrmex postangustatus é uma espécie de formiga do gênero Neivamyrmex.